# Katarska nogometna reprezentacija
Katarska nogometna reprezentacija predstavlja Katar u međunarodnom nogometu. Domaće utakmice uglavnom igraju na Međunarodnom stadionu Khalifa i Jasim Bin Hamad stadionu.

## Povijest
Katar ima relativno mladu nogometnu povijest pa su tek odnedavno počeli ostvarivati rezultate u međunarodnim natjecanjima. To je u najvećoj mjeri zahvaljujući pojačanom ulaganju u sport i sami nogomet posljednja dva desetljeća.
Do sada su 11 puta sudjelovali na Azijskom kupu, a prvi puta su ga uspjeli osvojiti 2019. godine pobijedivši Japan u finalu te drugi puta 2023. kao domaćini pobijedivši u finalu Jordan.
Godine 2010. bili su izabrani kao domaćin Svjetskog prvenstva 2022., čime su po prvi puta nastupali na istom natjecanju, a ispali su u skupini. Kao domaćini su također sudjelovali i na prvom izdanju FIFA-inog Arapskog kupa 2021. te su osvojili treće mjesto.

## Trenutačna momčad
Katarski izbornik objavio je konačni popis igrača za Svjetsko prvenstvo 2022. 11. studenog 2022.
Nastupi i golovi zadnji put su ažurirani 9. studenog 2022. nakon utakmice protiv Albanije.
| 0#0 | Poz. | Igrač                      | Datum rođenja (dob) | Nastupi | Golovi | Klub       |
| --- | ---- | -------------------------- | ------------------- | ------- | ------ | ---------- |
| 1   | G    | Saad Al-Sheeb              | 19. veljače 1990.   | 76      | 0      | Al-Sadd    |
| 2   | B    | Ró-Ró                      | 6. kolovoza 1990.   | 80      | 1      | Al-Sadd    |
| 3   | V    | Abdelkarim Hassan          | 28. kolovoza 1993.  | 130     | 15     | Al-Sadd    |
| 4   | B    | Mohammed Waad              | 18. rujna 1999.     | 21      | 0      | Al-Sadd    |
| 5   | B    | Tarek Salman               | 5. prosinca 1997.   | 58      | 0      | Al-Sadd    |
| 6   | V    | Abdulaziz Hatem            | 28. listopada 1990. | 107     | 11     | Al-Rayyan  |
| 7   | N    | Ahmed Alaaeldin            | 31. siječnja 1993.  | 47      | 2      | Al-Gharafa |
| 8   | V    | Ali Assadalla              | 19. siječnja 1993.  | 59      | 12     | Al-Sadd    |
| 9   | N    | Mohammed Muntari           | 20. prosinca 1993.  | 48      | 13     | Al-Duhail  |
| 10  | V    | Hassan Al-Haydos (kapetan) | 11. prosinca 1990.  | 169     | 36     | Al-Sadd    |
| 11  | N    | Akram Afif                 | 18. studenoga 1996. | 89      | 26     | Al-Sadd    |
| 12  | V    | Karim Boudiaf              | 16. rujna 1990.     | 115     | 6      | Al-Duhail  |
| 13  | B    | Musab Kheder               | 26. rujna 1993.     | 30      | 0      | Al-Sadd    |
| 14  | B    | Homam Ahmed                | 25. kolovoza 1999.  | 29      | 2      | Al-Gharafa |
| 15  | B    | Bassam Al-Rawi             | 16. prosinca 1997.  | 58      | 2      | Al-Duhail  |
| 16  | B    | Boualem Khoukhi            | 7. rujna 1990.      | 105     | 20     | Al-Sadd    |
| 17  | B    | Ismaeel Mohammad           | 5. travnja 1990.    | 70      | 4      | Al-Duhail  |
| 18  | N    | Khalid Muneer              | 24. veljače 1998.   | 2       | 0      | Al-Wakrah  |
| 19  | N    | Almoez Ali                 | 19. kolovoza 1996.  | 85      | 42     | Al-Duhail  |
| 20  | V    | Salem Al-Hajri             | 10. travnja 1996.   | 22      | 0      | Al-Sadd    |
| 21  | G    | Yousef Hassan              | 24. svibnja 1996.   | 7       | 0      | Al-Gharafa |
| 22  | G    | Meshaal Barsham            | 14. veljače 1998.   | 20      | 0      | Al-Sadd    |
| 23  | V    | Assim Madibo               | 22. listopada 1996. | 43      | 0      | Al-Duhail  |
| 24  | V    | Naif Al-Hadhrami           | 18. srpnja 2001.    | 1       | 0      | Al-Rayyan  |
| 25  | V    | Jassem Gaber               | 20. veljače 2002.   | 0       | 0      | Al-Arabi   |
| 26  | V    | Mostafa Meshaal            | 28. ožujka 2001.    | 1       | 0      | Al-Sadd    |